# Allar Raja
Allar Raja (Sindi, URSS, 22 de junio de 1983) es un deportista estonio que compite en remo.
Participó en cuatro Juegos Olímpicos de Verano, entre los años 2008 y 2020, obteniendo una medalla de bronce en Río de Janeiro 2016, en la prueba de cuatro scull.
Ganó cuatro medallas en el Campeonato Mundial de Remo entre los años 2006 y 2017, y siete medallas en el Campeonato Europeo de Remo entre los años 2008 y 2021.

## Palmarés internacional
| Juegos Olímpicos   | Juegos Olímpicos            | Juegos Olímpicos  | Juegos Olímpicos |
| Año                | Lugar                       | Medalla           | Prueba           |
| ------------------ | --------------------------- | ----------------- | ---------------- |
| 2016               | Río de Janeiro (Brasil)     | Medalla de bronce | Cuatro scull     |
| Campeonato Mundial |                             |                   |                  |
| Año                | Lugar                       | Medalla           | Prueba           |
| 2006               | Eton (Reino Unido)          | Medalla de bronce | Cuatro scull     |
| 2009               | Poznań (Polonia)            | Medalla de bronce | Doble scull      |
| 2015               | Aiguebelette (Francia)      | Medalla de bronce | Cuatro scull     |
| 2017               | Sarasota (Estados Unidos)   | Medalla de bronce | Cuatro scull     |
| Campeonato Europeo |                             |                   |                  |
| Año                | Lugar                       | Medalla           | Prueba           |
| 2008               | Maratón (Grecia)            | Medalla de oro    | Cuatro scull     |
| 2009               | Brest (Bielorrusia)         | Medalla de oro    | Doble scull      |
| 2010               | Montemor-o-Velho (Portugal) | Medalla de plata  | Doble scull      |
| 2011               | Plovdiv (Bulgaria)          | Medalla de plata  | Cuatro scull     |
| 2012               | Varese (Italia)             | Medalla de oro    | Cuatro scull     |
| 2016               | Brandeburgo (Alemania)      | Medalla de oro    | Cuatro scull     |
| 2021               | Varese (Italia)             | Medalla de bronce | Cuatro scull     |